# إلياس عطا الله (شاعر)
إلياس عطا الله. شاعر مهجري عربي، وُلد في لبنان، وتوفي في الولايات المتحدة. أسهم مع شعراء الرابطة بتجديد الشعر العربي من حيث رقة اللفظة وعمق الإيحاء وتنويع القوافي. تغلب على شعره رومانسية وجدانية تفتنّ الأسئلة من رحم المعاناة ولا تنتظر الإجابة من أحد.

## حياته العملية
أصدر جريدة «بريد المهاجر» في نيويورك بلغات أربع، وقد عاد إلى لبنان عام 1927 مؤسسًا أول مكتب للترجمة في بيروت. كان عضوًا في الرابطة القلمية، وكان شديد التذوق للأدب.

## أشعاره
1. له قصيدة بعنوان: «العاشقان» نشرها في جريدة البرق - ع8 - بتاريخ 24/10/1908.
2. نشرت له جريدة: «البرق» بيروت عددًا من القصائد.[3]